# Кларк, Эдди
Эдди Кларк (англ. Eddie Clarke, полное имя Edward Allan Clarke — Эдвард Аллан Кларк; 5 октября 1950 — 10 января 2018) — британский рок-музыкант, гитарист и певец, получил известность благодаря своему участию в хеви-метал группах Motörhead и Fastway, а также совместной работе с Филом Тейлором.
В 2004 году музыкант занял 43 место в списке 100 лучших хеви-метал гитаристов всех времен по версии журнала Guitar World.
Скончался 10 января 2018 года в возрасте 67 лет. Причина смерти — пневмония.

## Дискография
Curtis Knight and Zeus
- 1974 The Second Coming
- 1974 Sea of Time

Motörhead
- 1977 Motörhead
- 1979 Overkill
- 1979 Bomber
- 1980 Ace of Spades
- 1981 No Sleep 'til Hammersmith
- 1982 Iron Fist
- 2003 Live at Brixton Academy
- 2005 BBC Live & In-Session
- 1990 The Birthday Party (video)(Записано в 1985 году)
- 2001 25 & Alive Boneshaker (DVD) — live at their 25th anniversary show Brixton, 13 Ноября 2000 DVD&CD

Fastway
- 1983 Fastway
- 1984 All Fired Up
- 1986 Waiting for the Roar
- 1986 Trick or Treat (soundtrack album)
- 1988 On Target
- 1990 Bad, Bad Girls
- 1992 On Target / Bad, Bad Girls
- 2010 Steal The Show — 4 CD Live Box Set.
- 2011 Eat Dog Eat

Сольная карьера
- 1993 The Muggers Tapes
- 1993 It Ain’t Over Till It’s Over
- 2007 Fast Eddie Clarke Anthology
- 2014 Fast Eddie Clarke — «Make My Day — Back To Blues» CD & Download

В качестве гостя
- 2000 Necropolis End Of The Line — «A Taste For Killing»
- 2003 Chinchilla Madtropolis — «When The Sand Darkens The Sun»
- 2005 Masque Look Out — «I’ve Had Enough Of The Funny Stuff»
- 2017 Evo — «Warfare»